# Gulskuldrad amazon
Gulskuldrad amazon (Amazona barbadensis) är en papegoja i släktet Amazona som förekommer i norra Sydamerika.

## Utseende
Den gulskuldrade amazonen har huvudsakligen en grön fjäderdräkt och är runt 33 centimeter lång och med en vikt på cirka 230 gram. Den har en vitaktig panna och gul krona, ögonregioner och ofta gula öron och haka. Ögonringen är vit. Låren och vingvecken är gula, men båda kan vara svåra att se. Halsen, kinderna och buken har ofta en blåaktig ton. Som de flesta arterna i släktet Amazona har den breda mörkblåa toppar på flygfjädrarna och ett rött vingspekulum. Dess näbb är gråaktig.

## Utbredning och levnadsmiljö
Gulskuldrad amazon är stannfågel i de torra och savannliknande områdena i norra Venezuela, Isla Margarita, La Blanquillaön samt Bonaire. Arter förekommer på upp till 450 meter över havet, bland torniga buskar, kaktusar och låga träd. Arten är numera utdöd på Aruba och möjligtvis också på Curaçao.

## Levnadssätt
Arten lever i huvudsak på frukt, frön och kaktusblommor. Den häckar i håligheter i träd och lägger 3-4 ägg, som ruvas i 26-28 dagar.

## Status
Arten har ett begränsat utbredningsområde och tros dessutom minska i antal på grund av handel, jakt, habitatförlust och möjligen införda rovdjur. Internationella naturvårdsunionen IUCN kategoriserar den som nära hotad. Man tror att det finns 2 500–10 000 vilt levande vuxna individer i världen.

## Taxonomi
Den beskrevs första gången vetenskapligt av tysken Gmelin, 1788, under namnet Psittacus barbadensis.

## Namn
Släktesnamnet Amazona, och därmed det svenska gruppnamnet, kommer av att Georges-Louis Leclerc de Buffon kallade olika sorters papegojor från tropiska Amerika Amazone, helt enkelt för att de kom från området kring Amazonfloden. Ursprunget till flodens namn i sin tur är omtvistat. Den mest etablerade förklaringen kommer från när kvinnliga krigare attackerade en expedition på 1500-talet i området ledd av Francisco de Orellana. Han associerade då till amasoner, i grekisk mytologi en stam av iranska kvinnokrigare i Sarmatien i Skytien. Andra menar dock att namnet kommer från ett lokalt ord, amassona, som betyder "förstörare av båtar".